# Christkindel

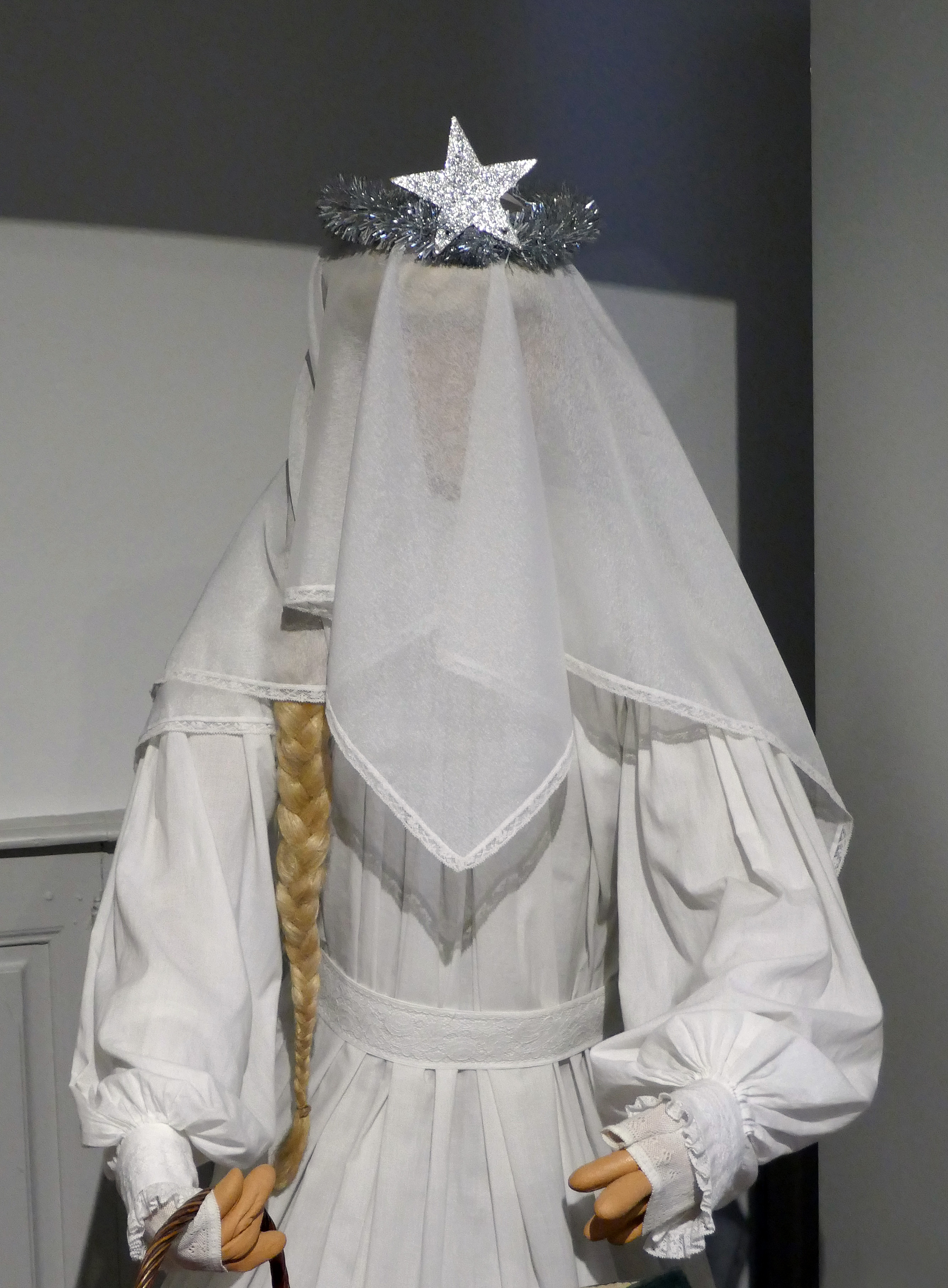
Représentation de Christkindel au Musée alsacien de Strasbourg.

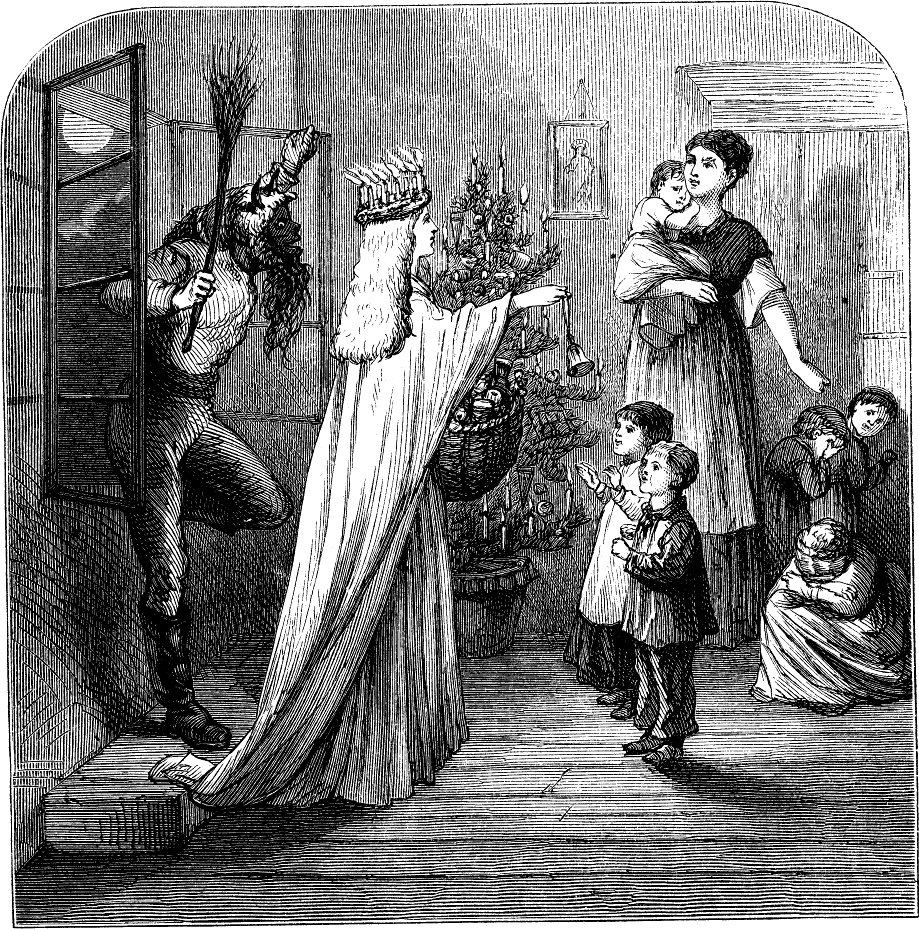
Noël en Alsace : le Christkindel et Hans Trapp.

Dans le sud et l'ouest de l'Allemagne, en Autriche, en Haute-Silésie[source insuffisante], en Suisse alémanique, en Alsace, et en Moselle germanophone, le Christkindel, l’enfant Jésus personnifié par une jeune fille toute de blanc vêtue et coiffée d’un voile, apparaît le soir de Noël.

## Appellation
En Allemagne, le nom varie selon les régions.
En Lorraine germanophone, il s'apelle Krischkindsche en francique rhénan et Krëschtkënndchen en luxembourgeois, ce dernier nom est également utilisé au Luxembourg.

## Histoire
Des historiens affirment que le Christkindel est la déformation de la fête de la Sainte Lucie – jeune fille vêtue de blanc avec une couronne de bougies – qui avait lieu le 13 décembre avant la réforme du calendrier grégorien en 1582, ou qu'il s'agirait d'un personnage créé par Luther au XVIe siècle pour concurrencer la Saint-Nicolas refusée par le protestantisme. Cette tradition se diffusa aussi au XVIIIe siècle dans les campagnes catholiques d’Allemagne, d’Autriche, d'Alsace et de Lorraine allemande.
Le Christkind dans les pays germaniques (ou Christkindl en Autriche) est une petite figure de cire de l'Enfant-Jésus populaire auprès des enfants que l'on prie entre l'Avent et l'Épiphanie. La même dévotion a été relancée par les Carmes et par saint Vincent de Paul au XVIIe siècle, dans le sillage de l'École française du cardinal de Bérulle.
L'Église luthérienne a mis en place le Christkindel pour supplanter saint Nicolas fêté par les catholiques le 6 décembre. C'est ainsi qu'à Strasbourg le marché de saint Nicolas devint le Chrischkindelmärik. Quoi qu'il en soit, le « Christkindel » est intégré à la tradition alsacienne, et comme le note la baronne d'Oberkirch dans ses mémoires en 1775 : « le Christkindel paraît toujours et les cadeaux aussi ».
Paradoxalement, la figure de Christkind, adoptée dans l'Europe centrale et certaines régions de Louisiane et d'Acadie au XIXe siècle, est aujourd'hui la plus populaire dans les régions du sud de l'Allemagne qui sont majoritairement catholiques et dans l'integralité de l'Autriche et de la Suisse quand elle était remplacée par la figure du Weihnachtsmann (Père Noël) aux régions protestantes du Nord, du Centre et de l'Est pendant le XXe siècle, un développement causé par une sécularisation plus forte qu'aux régions protestantes et l'influence de l'image du Santa Claus américain.